# یواس‌اس ویلکس (دی‌دی-۴۴۱)
یواس‌اس ویلکس (دی‌دی-۴۴۱) (به انگلیسی: USS Wilkes (DD-441)) یک کشتی بود که طول آن ۳۴۸ فوت ۳ اینچ (۱۰۶٫۱۵ متر) بود. این کشتی در سال ۱۹۴۰ ساخته شد.